# Khu định cư phân tán
Khu định cư phân tán còn được gọi là khu định cư rải rác, là một trong những mô hình định cư chính được các nhà sử học cảnh quan sử dụng để phân loại các khu định cư nông thôn ở Anh và các nơi khác trên khắp thế giới. Thông thường, các trang trại nằm rải rác khắp một khu vực, nhà của mỗi hộ dân sẽ rải rác, cách xa nhau.